# Умрейко, Дмитрий Степанович
Умрейко Дмитрий Степанович (18 марта 1934г., г. Минск — 23 декабря 2015 г.) — белорусский физик-оптик, специалист в области молекулярной спектроскопии, доктор физико-математических наук, профессор Белорусского государственного университета, академик Белорусской инженерной академии.

## Биография
Родился 18 марта 1934 году в Минске.
Дмитрий Степанович – участник Великой Отечественной войны.
В начале Великой Отечественной войны он вместе с семьёй переехал в д. Лавы Копыльского района, где жил его дед.
С мая 1942 года и по июнь 1944 года был связным в партизанском отряде им. С.М. Буденного 95-й бригады им. М.В. Фрунзе, которая дислоцировалась на территории Минской области. Партизанский отряд организовал в доме деда штаб, а маленькому Диме была поручена роль связного. Дмитрий Степанович стал одним из самых молодых участников партизанского движения в Беларуси.
В 1951 году окончил с золотой медалью среднюю школу № 42. Его учитель, у которого учился будущий лауреат Нобелевской премии по физике Ж. И. Алферов, сумел привить интерес к физике и Умрейко. Способности к точным наукам, в частности к физике, сыграли большую роль в выборе его дальнейшего пути.
В 1951 году Умрейко поступил на физико-математический факультет БГУ имени В.И. Ленина.
После окончания в 1956 году с отличием физико-математического факультета БГУ имени В.И. Ленина и началась его научная деятельность на кафедре физической оптики. Умрейко, как студент-отличник, был рeкомендован в аспирантуру к академику АН БССР А. Н. Севченко. 
Завершив курс обучения в аспирантуре с 1959 по1999 год, Дмитрий Степанович работал преподавателем на кафедре физической оптики, пройдя путь от младшего научного сотрудника до профессора. (младший научный сотрудник, ассистент, старший преподаватель, доцент, профессор кафедры физической оптики).
В 1962 году успешно защитил кандидатскую диссертацию.
С 1964 по 1971 год Умрейко руководил и был первым, кто возглавил научно-исследовательский сектор университета.
В 1966 году ему было присвоено ученое звание доцента.
В 1971 году защитил докторскую диссертацию по специальности «Оптика».
В 1971 году был открыт первоый вузовский научно-исследовательский институт прикладных физических проблем (НИИ ПФП им. А. Н. Севченко БГУ, ныне – научно-исследовательское учреждение «Институт прикладных физических проблем имени А.Н. Севченко» БГУ).
С 1971 года работал главным научным сотрудником НИИ ПФП им. Севченко БГУ.
С 1971 по 1979 год был заместителем директора по научной работе НИИ ПФП им. Севченко БГУ.
В 1972 году присвоено звание профессора кафедры физической оптики.
С 1996 года действительный член Белорусской инженерной академии.
До 2014 года работал в НИИ ПФП .
23 декабря 2015 года после продолжительной болезни скончался на 82-м году жизни.

## Научная деятельность
Дмитрий Спетанович Умрейко внес большой вклад в организацию научных исследований в БГУ. Является одним из организаторов Научно-исследовательского института прикладных физических проблем (НИИ ПФП).
Профессором было сформировано и успешно развивается важное научное направление –  молекулярный спектрально-структурный анализ координационных соединений тяжелых металлов (включающих металлы планиновой и урановых групп), имеющее фундаментальное значение для решения задач информатики, автоматизированного поиска структур с заранее заданными свойствами, создания новых перспективных материалов. В рамках данного направления профессором были достигнуты определенные успехи в разработке спектроскопических методов установления структурных закономерностей и их взаимосвязи с физико-химическими и биологическими свойствами как малых, так и больших молекул и комплексных систем на их основе.
Д.С. Умрейко и Л.В. Володько были первыми аспирантами академика АН БССР А.Н. Севченко, коротый руководил кафедрой физической оптики. Работая на кафедре Дмитрий Степанович проводил исследования по спектроскопии ураниловых соединений - направлению, основанному учителем А.Н. Севченко академиком С.И. Вавиловым (президент АН СССР, один из основоположников современной науки о люминисценции). Эти направления - теоретическая и прикладная оптика и спектроскопия - были положены в основу развития науки кафедры лазерной физики и спектроскопии.
Профессор является автором большого цикла работ по проблеме газодинамических систем управления лазерными пучками. Он также осуществлял разработку новых методов анализа сложных многокомпонентных газовых сред (влагосодержащих, агрессивных, высокотемпературных), основанных на создании градиента показателя преломления в исследуемом потоке и измерении пространственных характеристик зондирующего светового луча. Эти методы нашли применение в промышленности и при решении некоторых экологических проблем, получили признание на высоком уровне и отмечены дипломами, золотыми и серебряными медалями ВДНХ СССР и на международных выставках. За упомянутый цикл работ профессору с группой сотрудников в 1991 г. присуждена премия Совета Министров Республики Беларусь.
В последнее десятилетие он активно участвовал в выполнении проектов Государственных программ фундаментальных исследований и проектов Белорусского республиканского фонда фундаментальных исследований НАН Беларуси. В частности, по программе «Кристаллические и молекулярные структуры» им получены значимые результаты по разработке методов спектрального анализа структуры и физико-химических свойств комплексных соединений (нанокластеров) четырехвалентного урана со сложными органическими лигандами, а также практически важных полимерных материалов на основе пенополиуретанов, применяемых в качестве теплоизоляционных и сорбционных систем. Все эти принципиально новые исследования заслуженно получили высокую оценку научной общественности и имеют фундаментальное и прикладное значение. Исследования комплексных систем обобщены в двухтомной монографии и ряде других монографий, написанных Дмитрием Степановичем в соавторстве с коллегами вышли в 2000-2006 годах.
Дмитрий Степанович проводил большую педагогическую, воспитательную, организационную работу. Его курсы лекций для студентов университета всегда отличались глубоким и творческим изложением изучаемого материала.
Активно участвовал в работе советов БГУ и Института физики НАН Беларуси по защите докторских и кандидатских диссертаций.
На протяжении ряда лет являлся членом редколлегии «Журнал прикладной спектроскопии», членом-корреспондентом Европейской академии наук, искусств и словесности, научным редактором учебника «Теоретическая метрология».
Им подготовлено 8 докторов и 26 кандидатов наук по физическим, техническим и химическим специальностям.
По результатам исследований Дмитрий Степанович опубликовал более 380 научных работ, в том числе 5 монографий, 4 учебных пособия по спектроскопии многоатомных молекул, получил более 50 авторских свидетельств на изобретения и патентов.

## Награды и премии
Награжден орденом Отечественной войны II степени (1985), медалью «Партизану Отечественной войны II степени», и многими юбилейными медалями.
За успехи в научно-исследовательской, научно-организационной и педагогической деятельности в 1971 году награжден Почетной грамотой Верховного Совета БССР.
В 1991 году присуждена премия Совета Министров Республики Беларусь.
В 1993 году стал лауреатом премии А.Н. Севченко.
В 1994 году награждён Почетной грамотой Верховного Совета Республики Беларусь.
В 1999 году присвоено почетное звание «Заслуженный деятель науки Республики Беларусь».
В 2010 году присвоено почетное звание «Заслуженный работник Белорусского государственного университета».
Награждён золотыми и серебряными медалями ВДНХ СССР и других международных выставок.
Награждён 2 орденами Трудового Красного Знамени, Красной Звезды, «Знак Почёта», 7 медалями.
Награждён Почётной медалью Американского биографического института (США). Научная биография Дмитрия Степановича включена в справочник Международного биографического центра в Кембридже (Великобритания).

## Основные публикации
1. Методы расчета молекулярных спектров с автоматизированным учетом свойств симметрии. Мн., 1978 (в соавт.);
2. Ураниловые соединения. Т. 1. Строение и спектры. Мн., 1981 (в соавт.);
3. Ураниловые соединения. Т. 2. Атлас спектров. Мн., 1981 (в соавт.);
4. Пространственная симметрия и оптимизация расчетов молекулярных спектров. Мн., 1982 (в соавт.);
5. Основы теории групп и представлений. Мн., 1985 (в соавт.);
6. Симметрийные представления в спектроскопии молекул. Мн., 1987 (в соавт.);
7. Химия и спектроскопия галогенидов платиновых металлов. Мн., 1990 (в соавт.);
8. Фотоника соединений шестивалентного урана. Гомель, 2000 (в соавт.).
9. Воропай Е.С., Соловьев К.Н., Умрейко Д.С. Спектроскопия и люминесценция молекулярных систем. Мн.: БГУ, 2002. 399с.
10. М.Б. Шундалов, П.С. Чибирай, А.И. Комяк, А.П. Зажогин, Д.С. Умрейко. Строение и колебательные ИК спектры комплекса UCl4•2ДМСО. Журнал прикладной спектроскопии. – 2012. – Т. 79, № 2. – С. 181 – 188.
11. М.Б. Шундалов, А.И. Комяк, А.П. Зажогин, Д.С. Умрейко. Структура комплекса UCl4•2ДМФА по данным колебательной ИК спектроскопии и теории функционала плотности. Журнал прикладной спектроскопии. – 2012. – Т. 79, № 1 – С. 27 – 36.
12. М.Б. Шундалов, П.С. Чибирай, А.И. Комяк, А.П. Зажогин, М.А. Ксенофонтов, Д.С. Умрейко. Моделирование структуры и расчёт колебательных ИК спектров димеров диметилформамида методом теории функционала плотности. Журнал прикладной спектроскопии. – 2011. – Т. 78, № 3 – С. 351 – 361.
13. М.Б. Шундалов, П.С. Чибирай, А.И. Комяк, А.П. Зажогин, Д.С. Умрейко. Строение и колебательные ИК спектры комплекса UCl4•2ДМСО. Журнал прикладной спектроскопии. – 2012. – Т. 79, № 2. – С. 181 – 188.
14. А.И. Комяк, М.А. Ксенофонтов, Д.С. Умрейко, М.Б. Шундалов. Структура и колебательный ИК-спектр гексаметилфосфортриамида. Вестник БГУ. Серия 1. – 2012. – № 1. – С. 13 – 17.
15. М.Б. Шундалов, А.И. Комяк, А.П. Зажогин, Д.С. Умрейко. Структура комплекса UCl4•2ДМФА по данным колебательной ИК спектроскопии и теории функционала плотности. Журнал прикладной спектроскопии. – 2012. – Т. 79, № 1 – С. 27 – 36.
16. М.Б. Шундалов, П.С. Чибирай, А.И. Комяк, А.П. Зажогин, М.А. Ксенофонтов, Д.С. Умрейко. Моделирование структуры и расчёт колебательных ИК спектров димеров диметилформамида методом теории функционала плотности. Журнал прикладной спектроскопии. – 2011. – Т. 78, № 3 – С. 351 – 361.